# Хусакос, Лео
Леони́дас «Лео» Хуса́кос (греч. Λεωνίδας Χουσάκος, англ. Leonidas «Leo» Housakos; 10 января 1968, Монреаль, Квебек, Канада) — кандаский политик-консерватор, сенатор от Квебека (с 2009 года) и спикер Сената Канады (2015), бизнесмен. Первый не из числа англичан и французов, а также самый молодой председатель Сената Канады. Член Американо-греческого прогрессивного просветительского союза (монреальское отделение в Канаде).

## Биография

### Ранние годы, семья и образование
Родился 10 января 1968 года в Монреале (Квебек, Канада). Канадский грек во втором поколении. Родители Леонидаса, как и многие другие греки, иммигрировали в Канаду в 1950-х годах с полуострова Мани (Пелопоннес, Греция). Вырос в семье, в которой придерживались греческих традиций, в том числе постоянно обсуждалась политическая жизнь страны. Владея греческим языком, со своими родителями общается только на нём. Называет себя «маниатисом».
В возрасте шестнадцати лет начал участвовать в деятельности молодёжного крыла Прогрессивно-консервативной партии.
В 1992 году окончил Университет Макгилла со степенью бакалавра гуманитарных наук и работал в министерстве мультикультурализма под руководством Джерри Вейнера.

### Карьера
В 1993 году выступил соучредителем Греческого совета по торговле (ГСТ) — организации, призванной разрабатывать и развивать деловые возможности и сети в Большом Монреале. ГСТ входит в состав Совета по торговле Большого Монреаля.
В 2000 году, в период канадских федеральных выборов, баллотировался в Палату общин Канады от консервативной партии «Канадский альянс» от райдинга Лаваль-Вест, где проживал в течение более двадцати лет.
В 2001—2002 годах — советник мэра Монреаля.
В разное время был членом совета директоров коронной корпорации «VIA Rail» (2007—2008), президентом компании «Terrau», специализирующейся на компостировании, компании «Quadvision International», занимающейся вопросами коммуникаций и стратегического планирования, вице-президентом «Sales at Constant Laboratories» по разработке и продаже промышленной химической продукции и др. Также являлся президентом комиссии по сбору пожертвований партии «Демократическое действие Квебека».
Вскоре начал участвовать в деятельности Греческого конгресса Квебека, в том числе в течение двух сроков был его вице-президентом по национальным вопросам (1998—2000).
22 декабря 2008 года назначен в Сенат Канады премьер-министром Стивеном Харпером.
4 декабря 2014 года избран временным Председателем Сената.
4 мая 2015 года назначен председателем (до этого с 24 апреля был исполняющим обязанности) Сената премьер-министром Стивеном Харпером при единогласной поддержке как со стороны правительственных, так и оппозиционных лидеров. Служил в этой должности до 3 декабря.

#### Участие в сенатских комитетах
- Комитет по внутренней экономике, бюджету и управлению (председатель)
- Подкомитет по коммуникациям (председатель)
- Комитет по внешней политике и международной торговле (член)[2][5]

Выступал с речью в Организации Объединённых Наций в Нью-Йорке (США), а также на Всемирной конференции спикеров парламентов в Женеве (Швейцария).
В сентябре 2011 года стал первым парламентарием-консерватором, открыто и публично выступившим против назначения одноязычного кандидата Майкла Фергюсона на пост Генерального аудитора Канады, заявив, что подобного рода должности в федеральном правительстве являются символичными для страны и должны заниматься политиками, говорящими на двух языках, и что такие назначения создают опасный прецедент, ставящий под угрозу двуязычие в Канаде.
В октябре 2012 года опубликовал статью под названием «Проблемы интеграции и мультикультурализма» (англ. The Challenges of Integration and Multiculturalism), в которой выразил обеспокоенность по поводу трудностей, с которыми недавно прибывшие иммигранты сталкиваются при приёме и интегрировании в североамериканское общество, в частности после террористического акта 11 сентября 2001 года в США. Хусакос настаивал на том, что канадское правительство должно добиться того, чтобы будущие новые иммигранты имели чёткое представление о нормах и ценностях принимающего их нового дома, потому что Канада является страной, основанной на разделении церкви и государства, а также равенстве мужчин и женщин.
В марте 2013 года опубликовал статью под названием «Multiculturalism’s an Outdated Insult», в которой утверждал, что официальный мультикультурализм в Канаде превратился в финансируемую государством маркетинговую программу, по которой правительство на деньги налогоплательщиков покупает фотовозможность попозировать с этническими лидерами.
Выступал против законопроекта «Хартия ценностей Квебека», предложенного правительством меньшинства Квебекской партии, на том основании, что он отвергает соблюдение прав личности.

#### Признание геноцида понтийских греков
В феврале 2017 года совместно с сенатором-либералом Паной Паппас-Мерчант призвал правительство Канады признать геноцид понтийских греков со стороны Турции в 1916—1923 годах, а также осудить любые попытки отрицать или искажать историческую истину до нечто меньшего, чем геноцид, и установить по всей Канаде 19 мая каждого года Днём памяти 353 000 понтийских греков, которые были убиты или изгнаны из своих домов. Хусакос также отметил, что результатом международного игнорирования геноцида армян и геноцида греков стал холокост европейских евреев со стороны нацистов, а пренебрежение геноцидом в Руанде привело к геноциду езидов со стороны «Исламского государства». 10 апреля городской совет Ошавы (Онтарио) признал геноцид понтийских греков как исторический факт, объявив 19 мая Днём памяти жертв геноцида понтийских греков. Ошава стал четвёртым городом Канады, признавшим этот геноцид. Спустя месяц благодаря усилиям заместителя мэра Монреаля, члена городского совета Мэри Дерос и мэра муниципального округа Пьерфон-Роксборо Димитриоса Джима Бейса (также греков по происхождению) геноцид понтийских греков признал городской совет Монреаля (см. также Джим Карияннис).

## Личная жизнь
Женат на Деми Папапанайоту, в браке с которой имеет сыновей Питера и Тассо.

## Награды
- Орден Дружбы (4 ноября 2023 года, Армения) — за вклад в укрепление и развитие дружественных отношений между Арменией и Канадой, а также защиту общечеловеческих ценностей[25].